# Les Principes du calcul infinitésimal
Les Principes du calcul infinitésimal est un livre de René Guénon paru en 1946. L'objectif du livre est de montrer à quoi correspondent les sciences sacrées, c'est-à-dire des  sciences qui ne sont pas détachées de leurs principes transcendants et qui servent de support pour la contemplation spirituelle. Il oppose ces sciences sacrées aux sciences profanes modernes qui ne sont tournées que vers les applications matérielles. Il prend ici l'exemple du calcul infinitésimal.

## Objectif du livre

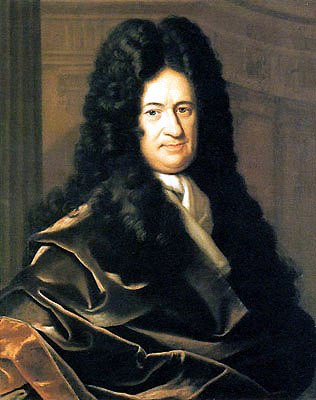
Gottfried Wilhelm Leibniz, le fondateur du calcul infinitésimal avec Isaac Newton. Le livre est le résultat du mémoire de diplôme d'études supérieures de Guénon en philosophie des sciences qu'il présenta au professeur Gaston Milhaud en 1916 et centré sur les travaux en mathématiques de Leibniz,. Ce dernier a intéressé Guénon dans la mesure où il se situait à la transition entre la science sacrée et la science profane : d'après Guénon, Leibniz avait des connaissances en scolastique et aurait reçu des transmissions des derniers authentiques Rose-Croix.

Guénon avait pour objectif, dans ce livre, de montrer comment on peut rattacher une science, ici les mathématiques et plus précisément le calcul infinitésimal, aux principes transcendants avec lesquels elle avait perdu contact, pour en faire un support de contemplation spirituelle et, donc, de mettre en évidence la différence entre une science sacrée et une science profane. Guénon avait déjà expliqué que la science et même l'industrie moderne n'étaient pas, en soi, incompatibles avec le monde traditionnel. En revanche, les points de vue de la science profane et de la science sacrée sont incompatibles et même contradictoires. La science sacrée ou traditionnelle est constamment rattachée au « Principe » transcendant dont tout dépend : une science sacrée ne peut concevoir l'étude d'un domaine particulier sans garder consciemment ce lien avec la source de toutes choses. Loin de nier la vérité relative des phénomènes qu'elle étudie (physique, chimie, astronomie, etc.) et de la valeur relative d'une description rationnelle de ces phénomènes, la science sacrée regarde ces phénomènes en dépendance de leur cause transcendante.
Pour lui, au contraire, la science profane se considère comme complètement indépendante, prétendant se fonder en absence de toute référence extérieure à elle-même. Elle nie tout ce qui dépasse le plan matériel et nie le domaine du supra-rationnel. Le supra-rationnel n'est pas, pour lui, l'irrationnel (qui correspond au domaine de l'infra-rationnel) mais ce qui dépasse la raison et la fonde. La science profane nie l'existence de ce qui est au-delà du matériel ou le considère comme inconnaissable. Guénon s'est exprimé à plusieurs reprises sur le paradoxe de ces hommes de science qui se font gloire de leur agnosticisme ce qui revient à se faire gloire de leur ignorance (agnostique voulant dire étymologiquement ignorant). La science profane est, d'après lui, entièrement tournée vers les applications pratiques, surtout industrielles,. Coupée de son « Principe » transcendant, elle devient ainsi une « science folle » s'enfermant dans le monde du changement sans aucun point fixe et produisant des « machines », en particulier des armes, de plus en plus incontrôlables : il prédit dans Orient et Occident en 1924 l'apparition prochaine de « produits » qui pourraient détruire un continent entier. Il qualifie la science profane comme un « savoir ignorant » se situant volontairement au niveau le plus bas de la réalité. Il ne nie pas l'efficacité en termes pratiques de la science moderne, mais déclare que la vérification par les faits ne dit pas qu'une théorie est vraie car il est toujours possible de trouver plusieurs théories par lesquelles les faits s'expliquent également bien : on ne peut qu'éliminer certaines hypothèses mais jamais arriver à des certitudes,.
Le symbolisme mathématique joue un rôle important dans l'œuvre de Guénon. À ce propos, il faut noter que son père était architecte et qu'il fit des études en classe préparatoire en mathématiques élémentaires. Durant cette période, il eut Albert Leclère comme professeur de philosophie qui, d'après Jean-Pierre Laurant a eu une certaine influence sur Guénon en particulier sur ses conceptions sur les mathématiques,. Le livre Les Principes du calcul infinitésimal est le résultat de son mémoire de diplôme d'études supérieures en philosophie des sciences qu'il présenta au professeur Gaston Milhaud en 1916 et centré sur les travaux en mathématiques de Leibniz,. Ce dernier a intéressé Guénon dans la mesure où il se situait à la transition entre la science sacrée et la science profane : d'après Guénon, Leibniz avait des connaissances en scolastique et aurait reçu des transmissions des derniers authentiques Rose-Croix.

## Symbolisme sacré et conventionalisme moderne en mathématiques
Guénon se focalise sur la notion de limite, notion centrale du calcul infinitésimal tant pour le calcul différentiel que pour le calcul intégral et sur la notion d'« infiniment petit » introduite par Leibnitz liée aux fonctions négligeables en mathématiques.

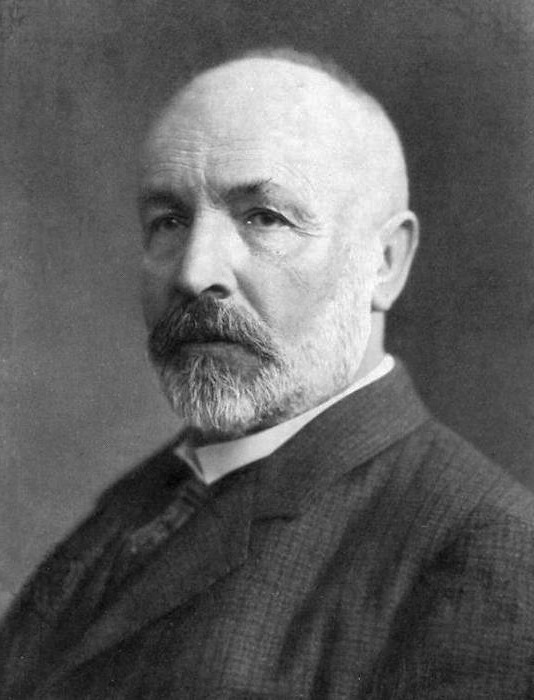
Georg Cantor, mathématicien ayant introduit les transfinis : pour Guénon ces transfinis ne sont pas des nombres et encore moins des nombres infinis mais des quantités permettant de hiérarchiser différents ordres de multiplicités indéfinies. Ces questions de vocabulaires sont d'après Guénon des révélateurs de la perte de sens dans la science profane qui se tourne vers un conventionalisme aux buts purement applicatifs.

Il commence par des questions de vocabulaire : il montre en quoi de nombreuses notions mathématiques se sont coupées de leur signification symbolique et de leur lien avec une dimension transcendante conduisant à un conventionnalisme généralisé qui conduit à de nombreuses applications pratiques mais au prix d'une perte du sens. En particulier, Guénon rejette l'utilisation du terme infini en mathématiques : il avait déjà introduit la notion capitale pour lui d'« Infini » pour décrire le « Principe » ultime dans Les États multiples de l'être, soulignant que le véritable « Infini » est sans parties et sans commune mesure avec le fini,. Or, d'après lui ce qui est désigné par le terme infini en mathématiques n'est justement qu'une extension du fini aussi grande qu'on puisse la concevoir « dont nous ne pouvons pas actuellement atteindre la limite ». Le fini est synonyme, en métaphysique, du limité : du fini ne peut surgir que l'indéfini. L'« Infini » est, au contraire, sans commune mesure avec le fini et est dépourvu de toute limite. Il note que le symbole mathématique désignant l'infini, {\displaystyle {\infty }}, est, d'ailleurs, une figure fermée et donc visiblement finie.
La loi de formation des nombres (pour lui l'ensemble des nombres entiers naturels moins le 0) :  1, 2, 3, …, {\displaystyle n}, …  est construit par l'ajout de l'unité à  chaque terme de la série et est entièrement déterminée par cette loi de formation : il s'agit de quelque chose de nettement déterminé, d'« arrêté ». Cette série est indéfinie dans la mesure où il sera toujours possible d'ajouter un à n'importe quel nombre. L'indéfini comporte toujours une certaine détermination qu'il s'agisse de l'étendue, de la durée, de la divisibilité, ou de quelque autre possibilité que ce soit. L'indéfini (c'est-à-dire l'« infini mathématique ») est encore du fini et ne peut être que du fini. Guénon prend comme autre exemple la confusion courante  entre la perpétuité qui correspond au temps qui continue indéfiniment et de l'éternité qui correspond au dépassement de la condition temporelle. Il considère comme absurde l'expression de « tendre vers l'infini », l'« Infini » implique l'absence de toute limite et il n'y a donc là rien vers quoi il soit possible de tendre,. En particulier, la série des nombres, 1, 2, 3, …, {\displaystyle n}, … , ne tend pas vers l'infini mais croît indéfiniment.
L'arithmétique fut autrefois une science sacrée et Guénon prétend que les modernes en sont arrivés à ignorer ce qu'est le nombre non seulement dans son sens symbolique tel qu'on l'entendait dans le pythagorisme ou la Kabbale mais aussi le nombre dans son acceptation simplement quantitative : ils ont remplacé le nombre par le chiffre qui n'est que le « vêtement » du nombre,. Il s'ensuit l'apparition d'un conventionalisme envahissant tout : toutes sortes de termes et de symboles apparaissent qui permettent des applications pratiques mais sont devenus séparés de toute signification véritable. Il donne plusieurs exemples : les « nombres négatifs » qui ne sont pas des nombres car il n'y a pas de nombre « moindre que zéro ». Il ne s'agit que du résultat de soustractions impossibles. Cette convention est bien susceptible d'une interprétation dans le cas où la grandeur que l'on veut mesurer est susceptible d'être comptée en deux sens opposés comme les mesures sur une ligne découpées en deux demi-droites : à droite les distances sont considérées comme positives, à gauche comme négatives, mais il ne s'agit que d'une convention. La même chose peut être dite pour les « nombres fractionnaires ou rationnels », {\displaystyle {\frac {a}{b}}}, ou les « nombres irrationnels » comme √2 ou π. Pour les « nombres fractionnaires » ou rationnels, Guénon déclare qu'en vérité il ne peut pas y avoir des « parties de l'unité » : ces grandeurs ne sont introduites que parce qu'on a choisi le nombre 1, pour des raisons étrangères à l'arithmétique, comme unité de longueur d'une ligne par exemple afin de pouvoir mesurer par rapport à elle toutes les autres longueurs. Mais les grandeurs continues sont divisibles indéfiniment ce qui nécessite d'introduire ces nombres fractionnaires et même des nombres irrationnels car la multitude des nombres rationnels ne suffit pas à « remplir les intervalles entre les points contenus dans la ligne ». La même chose peut être dite pour les « nombres imaginaires » qui peuvent être des conventions très utiles pour des raisons pratiques et sont même susceptibles d'une représentation géométrique, mais ne correspondent qu'à des opérations arithmétiques impossibles : des racines carrées de nombres négatifs.
Dans l'arithmétique sacrée, chaque nombre a une signification symbolique. Guénon a détaillé la symbolique de plusieurs d'entre eux : en particulier le livre La Grande Triade est centré sur la notion de « ternaire » et donc sur le symbolisme du nombre trois. Il donne un autre exemple avec le chiffre un, l'unité qui donne naissance à tous les autres nombres en arithmétique. L'unité est donc le symbole de l'« Être » (notion introduite dans Les États multiples de l'être), l'origine de toutes choses. « L'unité, indivisible et sans parties est dite possédante tous les aspects de la divinité ». Cela renvoie aussi à l'« unicité » de l'existence, c'est-à-dire de tous les phénomènes qui existent. Guénon écrit que le principe d'action-réaction (ou troisième loi de Newton) comme  toutes les lois de conservation ne sont pas des « principes » mais des cas très particuliers et relatifs de « la loi générale de l'équilibre des forces naturelles » liée à l'« unicité » de l'existence conséquence de l'unité du principe de l'existence,. Il en déduit que là encore les scientifiques modernes n'ont plus conscience du sens des signes mathématiques en écrivant que l'équilibre entre deux forces {\displaystyle {\vec {\mathrm {F} }}_{\mathrm {A/B} }=-{\vec {\mathrm {F} }}_{\mathrm {B/A} }} revient à {\displaystyle {\vec {\mathrm {F} }}_{\mathrm {A/B} }+{\vec {\mathrm {F} }}_{\mathrm {B/A} }={\vec {0}}} donc est symbolisée par le 0. Or, ce dernier est lié au non-manifesté : l'unité des forces dans le monde manifesté devrait être symbolisée par {\displaystyle n\times n'=1}, {\displaystyle n} et {\displaystyle n'} symbolisant l'intensité des forces (l'une compressive  {\displaystyle n'>1}, l'autre expansive {\displaystyle n<1}) car l'équilibre des forces est lié à l'unité de l'Être symbolisé par le nombre 1. Cette unité, dans laquelle réside l'équilibre est ce que le taoïsme appelle l'« Invariable milieu » ; et, d'après Guénon « cet équilibre ou cette harmonie est, au centre de chaque état et de chaque modalité de l'être, le reflet de l'« Activité du Ciel » » dont toutes les lois d'invariance  de la physique n'apparaissent que comme des cas très particuliers,.
Pour revenir au 0, il déclare qu'il ne s'agit en aucune façon d'un nombre mais au contraire du symbole de l'absence de quantité. Il ne s'agit en aucune façon d'un néant mais au contraire de ce qui est au-delà de la quantité. Le zéro symbolise donc le « Non-Être », le non-manifesté comme le silence ou le vide, qui est infiniment plus que le manifesté,. Là encore, il prétend que la notation mathématique semble avoir perdu cette signification : il prend l'exemple de la série : 0 …  … {\displaystyle {\frac {1}{4}}}, {\displaystyle {\frac {1}{3}}}, {\displaystyle {\frac {1}{2}}}, 1, 2, 3, …  … {\displaystyle {\infty }}
Le symbole {\displaystyle {\infty }} ne représente en aucune façon un nombre ni l'infini mais l'« indéfiniment grand ». De la même façon, le symbole 0 (qui ne peut pas correspondre au zéro en tant qu'absence de quantité) ne peut pas être un nombre nul qui serait le dernier terme dans le sens décroissant qui ne peut avoir aucune place dans cette série de quantités numériques mais représente l'« indéfiniment décroissant ». La preuve qu'il ne peut s'agir d'un nombre déterminé c'est que les termes équidistants vérifient toujours {\displaystyle {\frac {1}{n}}\times n=1} or l'expression {\displaystyle 0\times \infty } est, au contraire, une « forme indéterminée ».
Il ne peut donc pas y avoir de « nombres infinis » : la multitude de tous les nombres ne peut pas constituer un nombre, il s'agit d'une multitude indénombrable qui dépasse tout nombre et qui ne peut pas être conçue comme une « collection ». On peut concevoir, en revanche, des indéfinités différentes et d'ordre différent et donc toute une hiérarchie dans ces ordres d'indéfinité : les transfinis introduits par Georg Cantor ne sont, d'après Guénon, en aucune façon des nombres mais des moyens de hiérarchiser ces indéfinités. Il voit d'ailleurs dans l'utilisation systématique de termes comme ces nombres infinis la perte complète de toute logique et de toute signification transcendante dans les mathématiques modernes,.

## La notion de limite
Certains problèmes liés au calcul infinitésimal sont justement liés au fait que l'indéfinité liée aux quantités continues n'est pas du même ordre que celle des quantités discontinues. Par exemple, pour la quantité discontinue, représentée par la série 1, 2, 3, …, {\displaystyle n}, … , il ne peut être question que d'indéfinité croissante car l'unité est indivisible. En revanche, pour la quantité continue, on peut envisager des quantités indéfiniment croissantes comme des quantités indéfiniment décroissantes : la loi de continuité implique justement que les grandeurs continues soient divisibles indéfiniment,. C'est ce qui a amené Leibniz à introduire sa notion d'« infiniment petit ». Pour Guénon, ces grandeurs n'ont rien à voir avec l'infini mais sont des quantités indéfinies aussi petites que possibles et l'idée d'indéfini implique toujours une certaine indétermination et donc l'idée d'un « devenir », de quelque chose qui n'est pas fixé et immuable. Il insiste sur le fait que ces grandeurs sont donc forcément des grandeurs variables qui ne peuvent jamais devenir rigoureusement nulles et ne peuvent pas tendre vers des points qui ne sont en aucune façon les éléments ou les parties d'une ligne,. Ces quantités variables indéfiniment petites doivent pouvoir devenir aussi petites que l'on veut pour que l'erreur dans les calculs puisse être considérée comme négligeable. Il ne s'agit pas de quantités fixes et Guénon remarque que Leibnitz a fait temporairement une erreur pour justifier l'existence de ces quantités en les comparant à des « grains de sable »   au regard de la terre ou du firmament : le grain de sable est une quantité fixe,. Encore une fois, comme le continu est inépuisable, ces « infiniment petits » ne tendront jamais vers zéro. D'une façon générale, Guénon déclare que l'indéfini est inépuisable analytiquement. Ainsi la série des nombres {\displaystyle n} ne s'arrêtera jamais vers un « nombre infini » car on pourra toujours rajouter un à tout nombre et la série {\displaystyle {\frac {1}{n}}} ne tendra jamais vers zéro car il y aura toujours un terme suivant à chaque quantité.
Mais quel est alors le fondement du calcul infinitésimal ? S'agit-il uniquement d'une méthode approchée ou d'une méthode rigoureuse où les limites sont vraiment atteintes ? La décroissance de ces quantités, quoique indéfinie, parviendra-t-elle à atteindre son terme ? D'après Guénon, Leibnitz fut toujours persuadé que sa méthode était rigoureuse et passa la fin de sa vie à chercher à justifier son formalisme sans jamais y arriver véritablement.

Approximations successives d'un disque par des polygones réguliers intérieurs, pour allant de 3 à 10. Si augmente indéfiniment, le polygone ressemblera de plus en plus au cercle : en particulier la superficie du polygone se rapprochera de plus en plus de celui du cercle. Mais aucun des polygones de la série ne sera jamais un cercle : il y aura toujours une différence qualitative. Le passage à la limite qui permettrait de passer au cercle suppose une discontinuité, un changement qualitatif d'état.

Guénon répond par l'affirmative : le calcul infinitésimal est fondé rigoureusement mais pour le prouver il faut comprendre la signification qualitative du passage à la limite. Il va, par ailleurs, en profiter pour montrer en quoi ce passage à la limite peut servir de symbole à la transformation spirituelle, c'est-à-dire au passage d'une modalité d'être à une autre supérieure. Guénon ne s'intéresse pas au calcul mathématique des limites particulières (problème étudié en détail par les mathématiciens) mais au problème ontologique posé par l'atteinte d'une limite par une fonction.
Il donne d'abord l'exemple de l'intégration : si on connaît la primitive de la fonction, son intégration est un acte synthétique réalisé « d'un coup » qui enveloppe simultanément tous les éléments de la somme qu'il s'agit de calculer sans que cela présuppose aucunement la considération distincte de ses éléments, ce qui est de toute façon impossible puisque ces éléments sont en multitude indéfinie. On voit par là que les limites du calcul infinitésimal existent bien mais ne peuvent pas être atteintes analytiquement : « une indéfinité ne peut être atteinte par degrés, mais elle peut être comprise dans son ensemble par une des opérations transcendantes dont l'intégration nous fournit le type dans l'ordre mathématique  ».
Guénon finit en expliquant ce qu'il considère être la véritable conception du passage à la limite : 
« 
La limite ne peut pas être atteinte dans la variation et comme terme de celle-ci ; elle n’est pas la dernière des valeurs que doit prendre la variable [...] 
La limite n’appartient donc pas à la série des valeurs successives de la variable ; elle est en dehors de cette série, et c’est pourquoi [...] le « passage à la limite » implique essentiellement une discontinuité [...] La limite d’une variable doit véritablement limiter, au sens général de ce mot, l’indéfinité des états ou des modifications possibles que comporte la définition de cette variable ; et c’est justement pour cela qu’il faut nécessairement qu’elle se trouve en dehors de ce qu’elle doit limiter ainsi. Il ne saurait être aucunement question d’épuiser cette indéfinité par le cours même de la variation qui la constitue ; ce dont il s’agit en réalité, c’est de passer au delà du domaine de cette variation, dans lequel la limite ne se trouve pas comprise, et c’est ce résultat qui est obtenu, non pas analytiquement et par degrés, mais synthétiquement et d’un seul coup, d’une façon en quelque sorte « soudaine » par laquelle se traduit la discontinuité qui se produit alors, par le passage des quantités variables aux quantités fixes. La limite appartient essentiellement au domaine des quantités fixes : c’est pourquoi le « passage à la limite » exige logiquement la considération simultanée, dans la quantité, de deux modalités différentes, en quelque sorte superposées ; il n’est pas autre chose alors que le passage à la modalité supérieure, dans laquelle est pleinement réalisé ce qui, dans la modalité inférieure, n’existe qu’à l’état de simple tendance.
 »
Cette conception de la limite symbolise directement ce que Guénon appelle la réalisation métaphysique ou spirituelle de l'être et qui consiste dans le passage dans un état supérieur de l'être, d'une modélité d'existence à une autre. Plus spécifiquement, les fonctions et le domaine des variables peuvent symboliser le domaine du devenir en particulier le domaine du temporel dans lequel évolue l'individualité humaine : le passage à la limite et aux quantités fixes correspond au passage dans le « non-temps » où tout est immuable et qui correspond à la première étape du chemin spirituel comme il l'a expliqué dans La Métaphysique orientale par exemple,.
En conclusion, il explique que le livre sert d'illustration à comment une science spéciale dans une perspective sacrée (ici les mathématiques) peut servir de support de contemplation pour s'élever à une connaissance d'ordre supérieur,.